# Gabriela Pedrali
Gabriela Pedrali (nacida el 2 de febrero de 1964, Buenos Aires) es una política argentina que se desempeña como diputada nacional por la provincia de La Rioja desde 2021, y presidenta de la Comisión de Turismo de la Cámara de Diputados desde abril de 2024.

## Biografía

### Primeros años y formación
Nació en 1964 en la Provincia de Buenos Aires. Realizó sus estudios en políticas públicas, y comunicación y gestión cultural, y esta diplomada en gestión municipal.
Contrajo matrimonio con Ricardo Quíntela, es madre de Jerónimo Quíntela y Guadalupe Quíntela, y abuela de dos niños.

### Actividad cultural
En 1996 impulso la creación de un festival de talentos jóvenes en La Provincia de La Rioja denominado "Septiembre Joven". El mismo sigue funcionando en el presente, en 2023 cumplió su aniversario N°27 siendo reconocido por el Ministerio de Turismo y Deportes de la Nación como fiesta nacional.

## Carrera política
Pedrali comenzó su carrera política como asesora en el Senado de la Nación Argentina, Secretaria de Comunicación Pública y luego Secretaria de Desarrollo Social y Humano de la Municipalidad de La Ciudad de La Rioja. A su vez, fue directora general de la Casa de la Provincia de La Rioja en Buenos Aires y Directora del Albergue de niños “Niño Alcalde”.

### Presidenta de la Agencia de Cultura de La Rioja (2001)
En 2001 se desempeñó como presidenta de la Agencia de Cultura de la Provincia de La Rioja. Allí promovió la creación de la primera feria del libro provincial que tuvo lugar el próximo año en el año 2002.
Durante su gestión, la Agencia impulsó diversas actividades culturales, entre ellas la llegada a La Rioja de la muestra "La Condición Humana" de Goya.[cita requerida] También se organizó el "Salón de Pintura" con premio adquisición, se editaron 150 libros en el marco de la Ley del Libro N° 6.539, y se pusieron en vigencia la Ley del Disco N° 7.047 y la Ley del Vídeo (Ley de Producción Audiovisual) N.º 9.450 en la provincia.[cita requerida]
Posteriormente, se desempeñó como Gerenta de Acción Federal del Instituto Nacional de Cine y Artes Visuales, y desarrolló el evento anual "Cool Joven", destacado de interés municipal por el Concejo Deliberante del Municipio Capitalino de La Provincia de La Rioja en 2004.

### Ministra de Desarrollo, Igualdad e Integración Social de La Rioja (2019-2021)
En 2019, Pedrali fue nombrada ministra de Desarrollo, Igualdad e Integración Social de la provincia de La Rioja. Durante este periodo, implementó el denominado "Plan Angelelli", una política pública apuntada al derecho al acceso a la vivienda.

### Diputada Nacional (2021-presente)
En 2021, Pedrali fue electa diputada nacional por La Rioja con el 56,16% de los votos, compartiendo fórmula electoral con Ricardo Herrera, representando al Frente de Todos en la Cámara de Diputados de la Nación Argentina.Esta elección tomó relevancia en los medios nacionales dado que en base al escrutinio provisorio la coalición Juntos por el Cambio, la segunda fuerza con mayor caudal de votos, reclamaba una de las dos bancas en contienda.Juan Amado, por entonces candidato opositor a la cámara de diputados, señalo la existencia de fraude electoral:

"Nuestros números nos dicen que estamos 152 votos adentro. Vamos con equipos de fiscales, abogados y la documentación respaldatoria a la Justicia. Lo único que nos saca la banca es el fraude"
Juan Amado a Clarín, noviembre de 2021

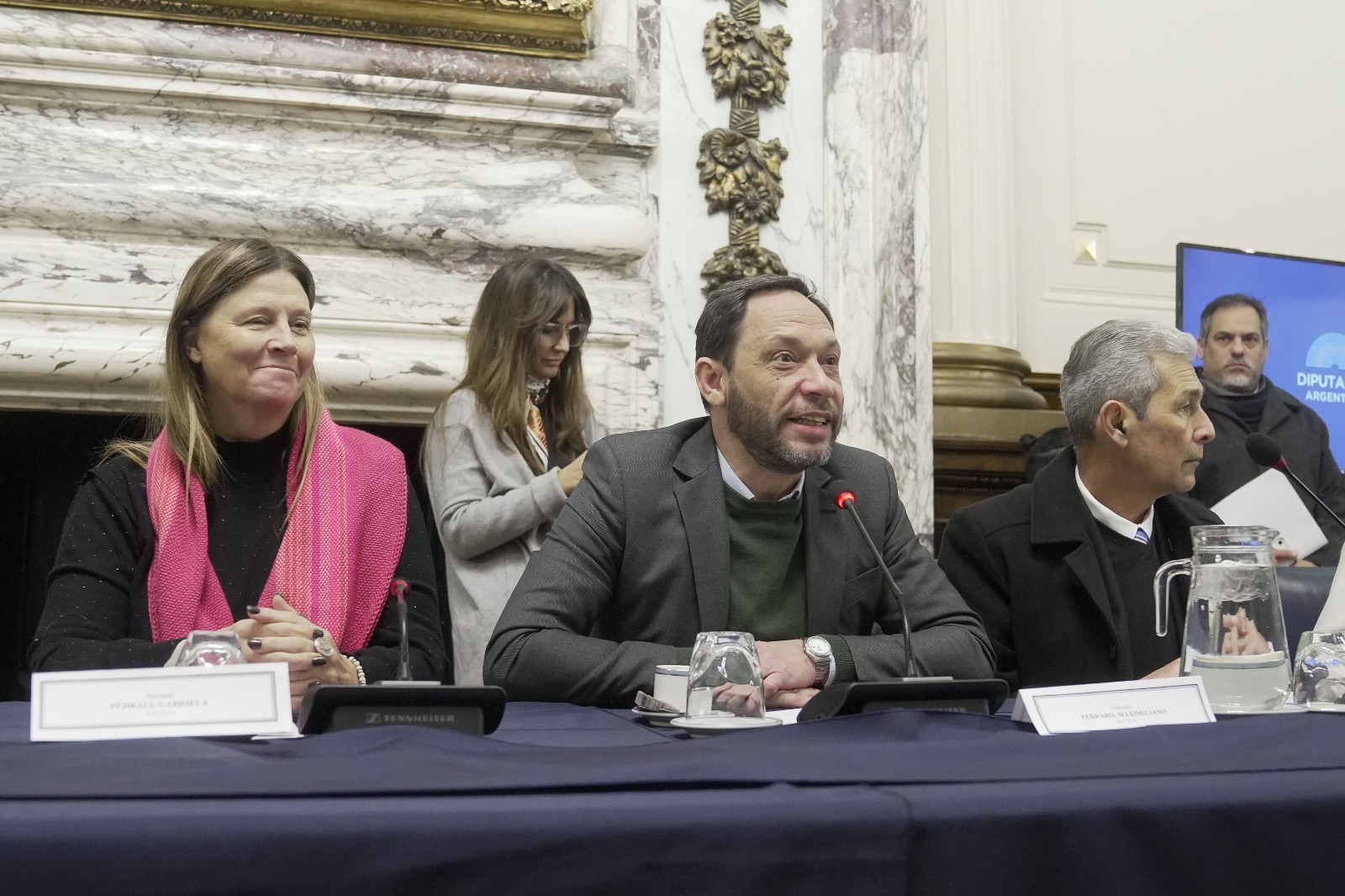
Pedrali en la conformación del Grupo Parlamentario de amistad con la República Francesa

El 16 de noviembre de 2021, la Justicia Electoral de la provincia se pronunció, luego del escrutinio definitivo, dando como ganadores a la fórmula del Frente de Todos por una diferencia de casi 50.000 votos
En este periodo, presidió el Grupo Parlamentario de Amistad con el Estado de Israel y creó el programa de difusión a las Artes y las Culturas Riojanas "Fronteras Abiertas" en 2023.
A fines de 2022, presentó para su tratamiento en la Cámara de Diputados el Proyecto de Ley Federal para la Producción y la Industria Audiovisual, junto al Espacio Audiovisual Nacional (EAN). En 2023, se pidió nuevamente su tratamiento ante la crisis económica en el pais.
El 25 de septiembre de 2024, presentó nuevamente ante la Cámara de Diputados, el Proyecto Ley Federal para la Producción y la Industria Audiovisual, junto con el EAN, con la presencia del Ente Nacional de Comunicaciones (ENACOM), y del Instituto Nacional de Cine y Artes Audiovisuales (INCAA).
Desde el 10 de junio de 2024, forma parte del Grupo Parlamentario de Amistad con la República Francesa.

## Historial Electoral
|  | 46,49 % |

|  | 56,16 % |